# Col du Tronc
Der Col du Tronc ist ein Pass im Schweizer Kanton Wallis in der Gemeinde Val de Bagnes zwischen dem Col des Planches und Vollèges. Die Passhöhe liegt auf 1608 m ü. M. oberhalb Levron (1307 m).
Eine Strasse verbindet den Pass in südwestlicher Richtung mit dem Col des Planches und in nordöstlicher Richtung unasphaltiert mit dem Col du Lein (1658 m).